# 勝負は時の運だから
「勝負は時の運だから」（しょうぶはときのうんだから）は1994年2月21日発売された爆風スランプ25枚目のシングル。

## 収録曲
1. 勝負は時の運だから
作詞:サンプラザ中野　作曲:パッパラー河合　編曲:井上鑑/BAKUFU-SLUMP
2. いつか逆転（サイケデリック・バージョン）
作詞・作曲:サンプラザ中野　編曲:井上鑑/BAKUFU-SLUMP
3. 勝負は時の運だから（オリジナル・カラオケ）
作詞:サンプラザ中野　作曲:パッパラー河合　編曲:井上鑑/BAKUFU-SLUMP

## 収録アルバム
- TENSION (#1)
- GOLDEN☆BEST 爆風スランプ ALL SINGLES (#1)
- 40th Anniversary BEST IKIGAI 2024 (#1)